# Liste der Kirchen in Lutherstadt Wittenberg
Die Liste der Kirchen in Lutherstadt Wittenberg ist eine Übersicht der christlich genutzten Gebäude der Lutherstadt Wittenberg in Sachsen-Anhalt. Die beiden prominentesten Kirchen, die Stadtkirche und die Schlosskirche, gehören zum Welterbe der UNESCO.

## Liste
| Name                             | Ort                       | Bauzeit                                            | Konfession     | Luftlinie zur Stadtkirche (in km) | Bild |
| -------------------------------- | ------------------------- | -------------------------------------------------- | -------------- | --------------------------------- | ---- |
| Stadtkirche                      | Altstadt ⊙                | 1187 erstmals erwähnt                              | evangelisch    | 0                                 |      |
| Schlosskirche                    | Altstadt ⊙                | 1187 erstmals als Teil der Burg Wittenberg erwähnt | evangelisch    | 0,47                              |      |
| Christuskirche                   | Kleinwittenberg ⊙         | 1907                                               | evangelisch    | 2,4                               |      |
| Unbefleckte Empfängnis           | Altstadt ⊙                | 1872 geweiht                                       | katholisch     | 0,23                              |      |
| Neuapostolische Kirche           | Lindenfeld (Innenstadt) ⊙ | ????                                               | neuapostolisch | 0,72                              |      |
| Heilige Familie                  | Piesteritz ⊙              | 1922/23                                            | katholisch     | 3,44                              |      |
| Glaubenskirche Piesteritz        | Piesteritz ⊙              | 1951                                               | evangelisch    | 3,30                              |      |
| St. Gertrud Pratau               | Pratau ⊙                  | Anfang 14. Jhd.                                    | evangelisch    | 2,65                              |      |
| Peterskirche Trajuhn             | Trajuhn ⊙                 | 1864                                               | evangelisch    | 3,87                              |      |
| Kirche Reinsdorf                 | Reinsdorf ⊙               | um 1300                                            | evangelisch    | 4,15                              |      |
| Kirche Dobien                    | Dobien ⊙                  | 1820                                               | evangelisch    | 4,58                              |      |
| Flämingkirche Braunsdorf         | Braunsdorf ⊙              | 1687                                               | evangelisch    | 6,01                              |      |
| Flämingkirche Schmilkendorf      | Schmilkendorf ⊙           | 13. Jhd.                                           | evangelisch    | 6,65                              |      |
| Dorfkirche Apollensdorf          | Apollensdorf ⊙            | zwischen 1200 und 1230                             | evangelisch    | 7,09                              |      |
| Kirche Mochau                    | Mochau ⊙                  | 1871                                               | evangelisch    | 7,37                              |      |
| Dorfkirche Seegrehna             | Seegrehna ⊙               | frühes 13. Jahrhundert                             | evangelisch    | 7,59                              |      |
| Dorfkirche Grabo                 | Grabo ⊙                   | 1910                                               | evangelisch    | 9,23                              |      |
| Kirche Köpnick                   | Köpnick ⊙                 | um 1900                                            | evangelisch    | 9,28                              |      |
| Sankt-Johannes-Kirche            | Griebo ⊙                  | um 1200                                            | evangelisch    | 9,56                              |      |
| Kirche Jahmo                     | Jahmo ⊙                   | 13. Jhd.                                           | evangelisch    | 10,06                             |      |
| Straacher Kirche („Rote Kirche“) | Straach ⊙                 | 14. Mai 1886                                       | evangelisch    | 10,33                             |      |
| Kirche Berkau                    | Berkau ⊙                  | um 1200                                            | evangelisch    | 11,28                             |      |
| Kirche Weddin                    | Weddin ⊙                  | frühes 13. Jhd.                                    | evangelisch    | 12,44                             |      |
| Dorfkirche Kerzendorf            | Kerzendorf ⊙              | 13. Jhd.                                           | evangelisch    | 12,83                             |      |
| Kirche Kropstädt                 | Kropstädt ⊙               | 13. Jhd.                                           | evangelisch    | 12,96                             |      |
| Kirche Boßdorf                   | Boßdorf ⊙                 | um 1300                                            | evangelisch    | 13,92                             |      |